# Mount Alvernia
Mount Alvernia (dříve Como Hill, 63 m n. m.) je kopec na ostrově Cat Island v západním Atlantiku. Jedná se o nejvyšší bod Baham.
Kopec se původně jmenoval Como Hill, ale později byl přejmenován podle hory La Verna v Toskánsku, což je místo, kde se sv. Františku z Assisi objevila stigmata na těle. Kopec přejmenoval římskokatolický kněz Mons. John Hawes (též známý jako bratr Jerome), který na vrcholu vystavěl poustevnu. Hawes pocházel z Anglie, ale posledních 17 let života strávil na Bahamách. Jako architekt vykonal mnoho práce pro bahamskou církev. Zemřel v roce 1956 ve věku téměř 80 let a byl pohřben v hrobce, kterou si sám vybudoval v jeskyni pod poustevnou.